# Phaps
Phaps – rodzaj ptaków z podrodziny treronów (Raphinae) w rodzinie gołębiowatych (Columbidae).

## Zasięg występowania
Rodzaj obejmuje gatunki występujące na kontynencie australijskim.

## Morfologia
Długość ciała 25–36 cm; masa ciała samców 170–356 g, samic 140–333 g.

## Systematyka

### Etymologia
- Phaps: gr. φαψ phaps, φαβος phabos „dziki gołąb, gołąb”[6].
- Cosmopelia: gr. κοσμος kosmos „ornament, ozdoba”; πελεια peleia „gołąb”[7]. Gatunek typowy: Columba elegans Temminck, 1810.

### Podział systematyczny
Do rodzaju należą następujące gatunki:
- Phaps chalcoptera (Latham, 1790) – błyskolotka białogardła
- Phaps elegans (Temminck, 1809) – błyskolotka mała
- Phaps histrionica (Gould, 1841) – błyskolotka maskowa